# Smaragdfläckduva
Smaragdfläckduva (Turtur chalcospilos) är en fågel i familjen duvor inom ordningen duvfåglar.

## Utbredning och systematik
Fågeln förekommer i skog och törnbuskmark i östra och södra Afrika. Den behandlas som monotypisk, det vill säga att den inte delas in i några underarter.

## Status och hot
Arten har ett stort utbredningsområde, men tros minska i antal, dock inte tillräckligt kraftigt för att den ska betraktas som hotad. Internationella naturvårdsunionen IUCN listar arten som livskraftig (LC).